# Nathan Bryan (Politiker)
Nathan Bryan (* 1748 im heutigen Jones County, Province of North Carolina; † 4. Juni 1798 in Philadelphia, Pennsylvania) war ein US-amerikanischer Politiker. Zwischen 1795 und 1798 vertrat er den Bundesstaat North Carolina im US-Repräsentantenhaus.
Nathan Bryan wuchs während der britischen Kolonialzeit auf. Seit etwa 1787 war er politisch aktiv. In diesem Jahr wurde er in das Repräsentantenhaus von North Carolina gewählt. Von 1791 bis 1794 war er nochmals Abgeordneter in dieser Parlamentskammer. Mitte der 1790er Jahre schloss er sich der damals vom späteren US-Präsidenten Thomas Jefferson gegründeten Demokratisch-Republikanischen Partei an. Bei den Kongresswahlen des Jahres 1794 wurde Bryan im zehnten Wahlbezirk des Staates North Carolina in das damals noch in Philadelphia tagende US-Repräsentantenhaus gewählt, wo er am 4. März 1795 die Nachfolge von Joseph Winston antrat. Nach einer Wiederwahl konnte er bis zu seinem Tod am 4. Juni 1798 im Kongress verbleiben.